# Cod ATC G
Codul ATC G Aparat genito-urinar și hormoni sexuali este o parte a sistemului de clasificare anatomică, terapeutică și chimică a medicamentelor, un sistem dezvoltat de către Organizația Mondială a Sănătății (OMS) pentru clasificarea medicamentelor și a altor produse medicinale.
Codurile pentru preparatele de uz veterinar sunt create prin alipirea literei Q în fața codului ATC corespunzător produsului pentru uz uman; de exemplu, QG. 

## G Aparat genito-urinar și hormoni sexuali
G01 Antiinfecțioase și antiseptice ginecologice
G02 Alte preparate ginecologice
G03 Hormoni sexuali și modulatorii sistemului genital
G04 Medicația aparatului urinar(urologice)